# Špela Pretnar
Špela Pretnar, född 5 mars 1973 i Bled, är en slovensk tidigare alpin skidåkerska.
Under sin karriär vann hon sex världscupdeltävlingar, och fick ställa sig på pallen 13 gånger. År 2000 utsågs hon till Årets idrottskvinna i Slovenien. Pretnar representerade Slovenien vid olympiska vinterspelen 2002.
Senare blev hon sportjournalist på slovenska reklamstationen POP TV.

## Världscupsegrar

### Slutsegrar
| Säsong | Disciplin |
| ------ | --------- |
| 2000   | Slalom    |

| Säsong | Datum            | Disciplin  | Plats           | Land     |
| ------ | ---------------- | ---------- | --------------- | -------- |
| 1995   | 18 mars 1995     | storslalom | Bormio          | Italien  |
| 1999   | 23 februari 1999 | slalom     | Åre             | Sverige  |
| 2000   | 20 november 1999 | slalom     | Copper Mountain | USA      |
| 2000   | 9 januari 2000   | Slalom     | Berchtesgaden   | Tyskland |
| 2000   | 12 februari 2000 | Slalom     | Santa Caterina  | Italien  |
| 2000   | 20 februari 2000 | Slalom     | Åre             | Sverige  |